# دارين كاسكي
دارين كاسكي (بالإنجليزية: Darren Caskey)‏ هو لاعب كرة قدم بريطاني في مركز الوسط، ولد في 21 أغسطس 1974 في Basildon ‏ في المملكة المتحدة. شارك مع منتخب إنجلترا تحت 18 سنة لكرة القدم ومنتخب إنجلترا تحت 19 سنة لكرة القدم. أما مع النوادي، فقد لعب مع توتنهام هوتسبير وروشدين ودايموندز وفيرجينيا بيتش مارينرز ونادي باث سيتي ونادي بريستول سيتي ونادي بيتربورو يونايتد ونادي ريدنغ ونادي غيتزهد ونادي كيترينغ تاون ونادي واتفورد ونوتس كاونتي وهورنتشورتش.

## وصلات خارجية
- دارين كاسكي على موقع الاتحاد الدولي (مؤرشف)  (الإنجليزية)
- دارين كاسكي على موقع قاعدة بيانات كرة القدم.إي يو (الإنجليزية)
- دارين كاسكي على موقع Soccerbase.com (لاعب) (الإنجليزية)
- دارين كاسكي على موقع عالم كرة القدم.نت (الإنجليزية)